# Чернухи
Чернухи (укр. Чорнухи) — посёлок городского типа, Чернухинский поселковый совет, Лубенский район, Полтавская область, Украина.
Является административным центром Чернухинского района и административным центром Чернухинского поселкового совета, в который, кроме того, входит село Богдановка.

## Географическое положение
Посёлок городского типа Чернухи находится на левом берегу реки Многа, выше по течению примыкает село Харсики, ниже по течению на расстоянии в 6 км расположено село Позники, на противоположном берегу — сёла Кизливка и Ковали.

## История
Дата основания этого населённого пункта неизвестна. Первое упоминание датируется 1261 годом. Есть предположение, что Чернухи были основаны ещё во времена Киевской Руси, как крепость для защиты от печенегов и половцев, но в конце XIII века были разрушены монголо-татарами. В дальнейшем упоминание о городке встречается в 1641 году. В инвентарной книге 1647 года Чернухи значатся среди владений князя Вишневецкого на Полтавщине.
В 1648 году Чернухи стали сотенным городком Лубенского полка.
В 1654 году в составе Левобережной Украины селение вошло в состав Русского государства.
В 1903 году Чернухи являлись селением Лохвицкого уезда Полтавской губернии, в котором насчитывалось 2160 жителей, здесь действовали 3 православные церкви, 2 школы и 4 ярмарки.

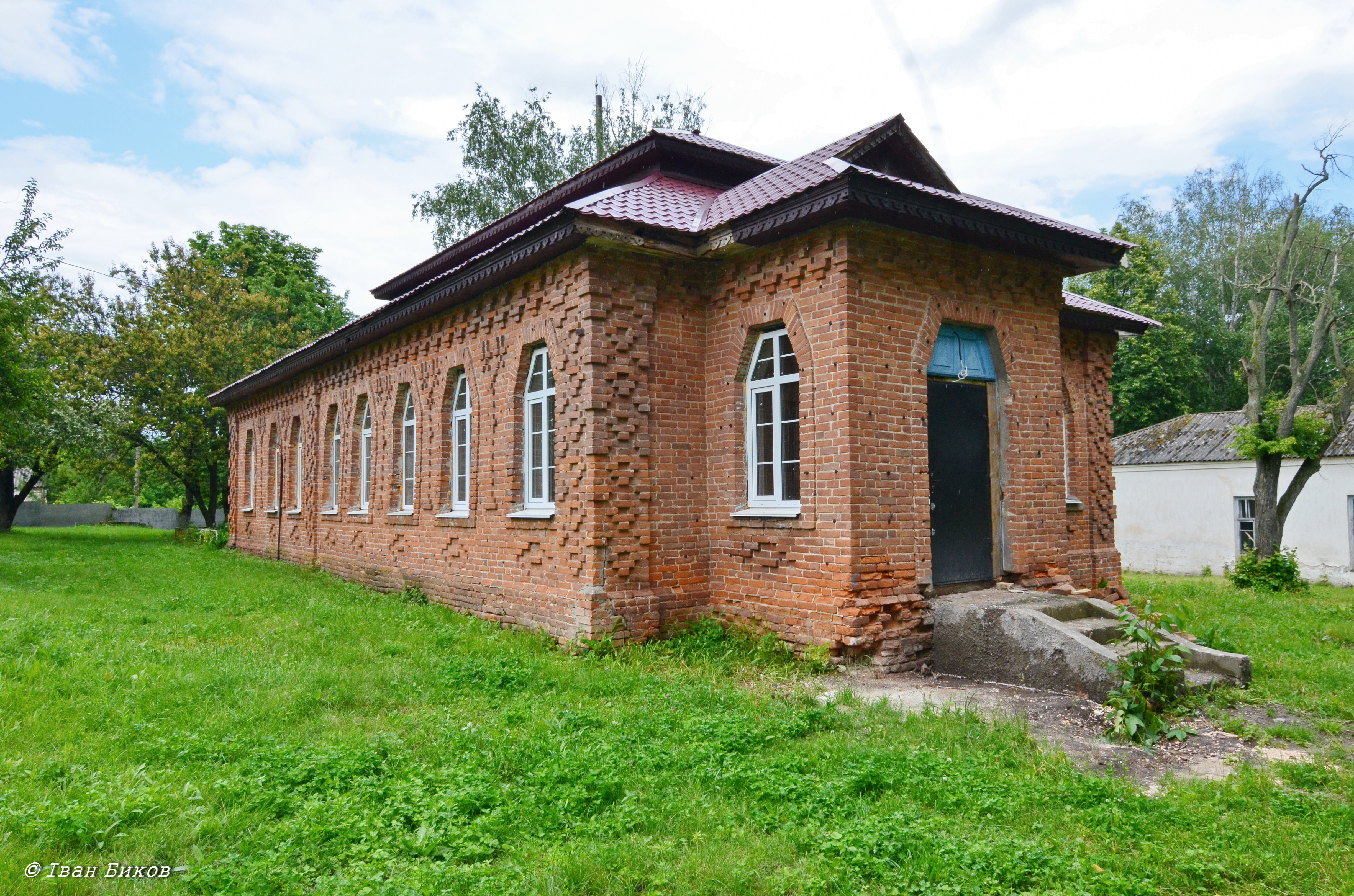
Земская больница XIX в.

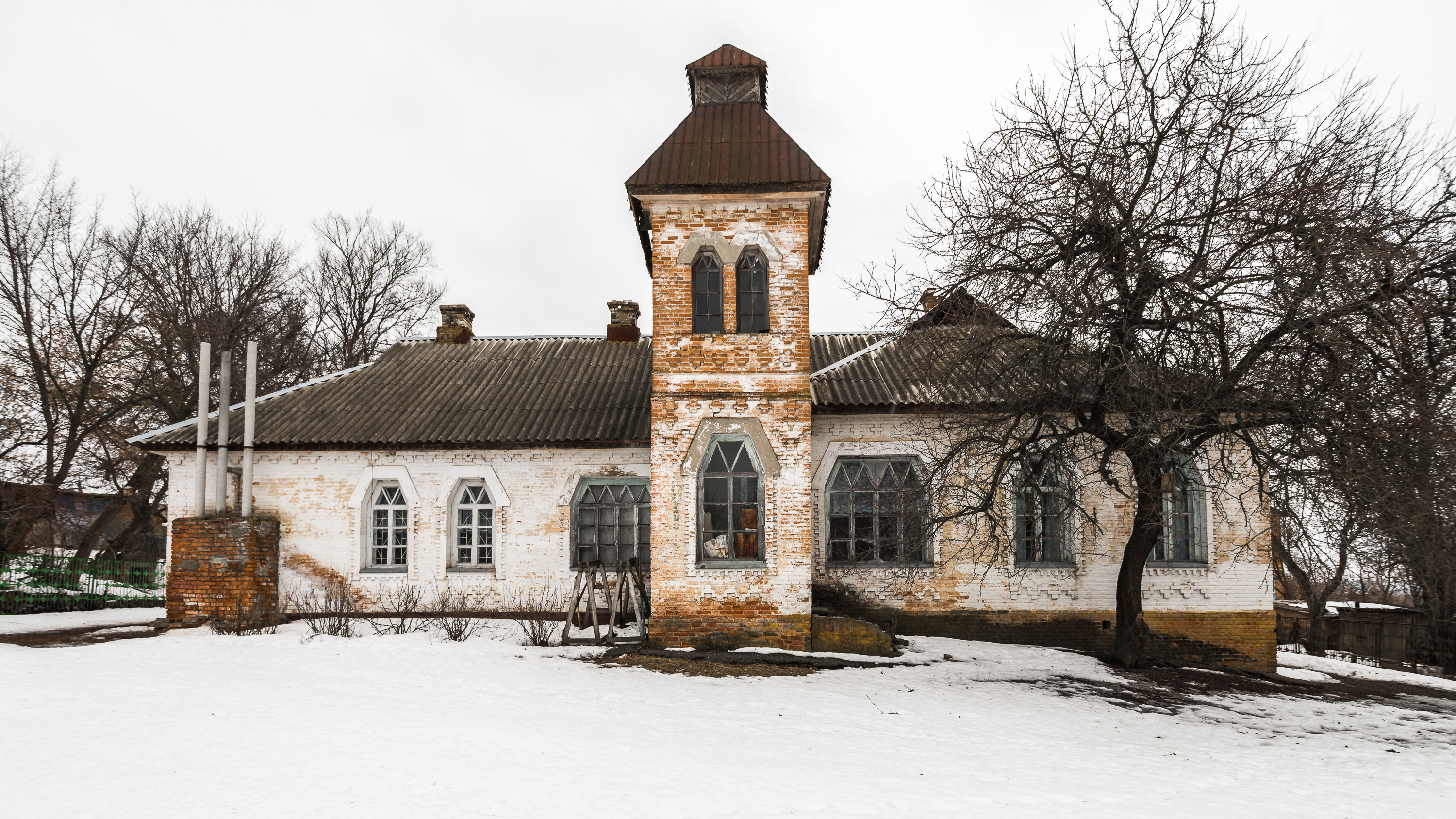
Земская школа начала XX в.

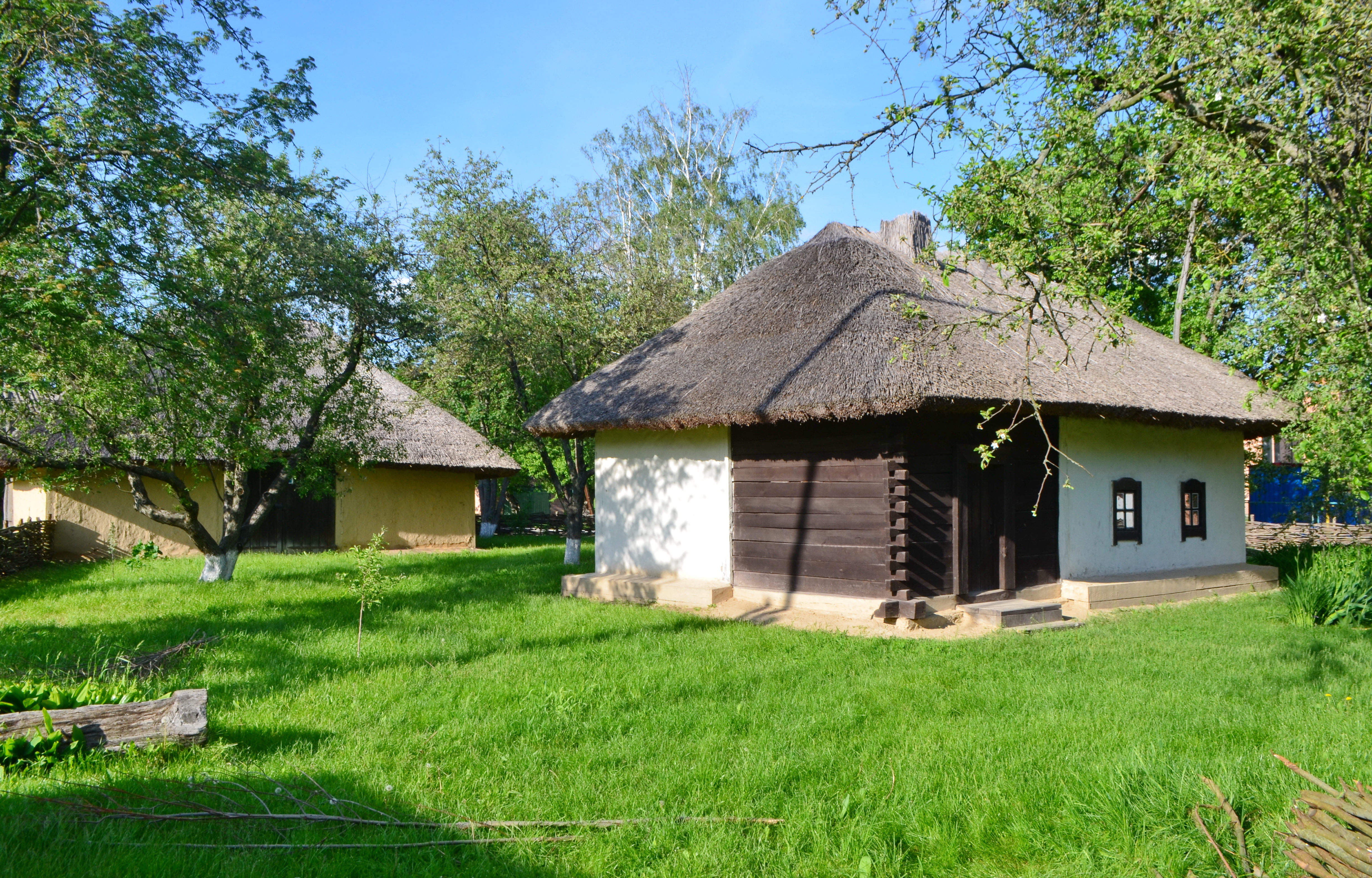
Усадьба-музей Г. С. Сковороды

В январе 1918 года здесь была провозглашена Советская власть.
В 1923 году Чернухи стали районным центром Лубенского округа.
6 января 1932 года началось издание районной газеты «Нова праця».
Во время Великой Отечественной войны с 17 сентября 1941 года до 17 сентября 1943 года село находилось под немецкой оккупацией, в селении и районе действовал подпольный райком КП(б)У и партизанский отряд.
В 1957 году здесь действовали кирпичный завод, маслодельный завод, инкубаторно-птицеводческая станция, средняя школа, кинотеатр, Дом культуры, клуб пионеров и библиотека.
В 1971 году населённый пункт получил статус посёлка городского типа.
По состоянию на начало 1978 года в посёлке действовали молокозавод, комбикормовый завод, фабрика хозяйственных изделий.
В 1985 году здесь действовали хлебозавод, цех Пирятинского сыродельного завода, райсельхозтехника, райсельхозхимия, комбинат бытового обслуживания, средняя школа, музыкальная школа, больница, поликлиника, Дом культуры, две библиотеки и историко-краеведческий музей с мемориалом-усадьбой Г. С. Сковороды. Основу экономики в 1980е годы составляли предприятия пищевой промышленности.
В январе 1989 года численность населения составляла 3510 человек.
В октябре 1992 года Чернухинское районное объединение «Сельхозхимия» было передано в коммунальную собственность Полтавской области.
В мае 1995 года Кабинет министров Украины утвердил решение о приватизации находившегося здесь комбикормового завода, в июле 1995 года было утверждено решение о приватизации райсельхозтехники.

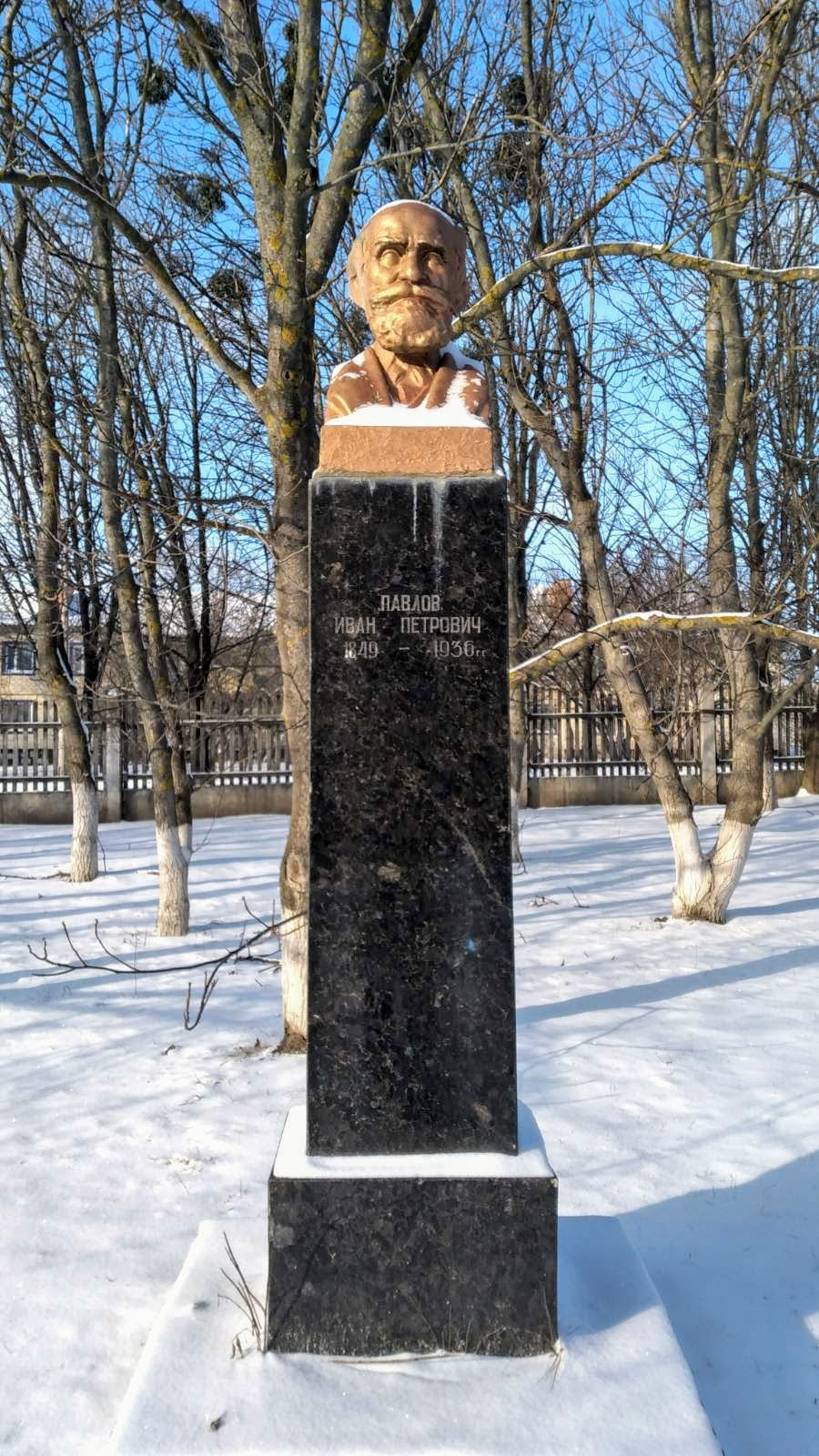
Памятник И.П. Павлову

По состоянию на 1 января 2013 года численность населения составляла 2610 человек.

## Экономика
В экономике района ведущее место занимает сельское хозяйство, которое специализируется на производстве зерна, сахарной свёклы, подсолнечника, молока, мяса. Основными производителями сельскохозяйственной продукции являются 15 сельскохозяйственных обществ с ограниченной ответственностью и 3 частных сельскохозяйственных предприятия, ОАО «Чорнухиптиця» и 10 фермерских хозяйств. Наиболее крупными из сельскохозобществ с ограниченной ответственностью являются «Темп», «Победа», «Крестьянский союз им. Шевченко», фермерское хозяйство «Обереги».
Для нужд гостей и жителей района работал отель «Многа», на данный момент отелей нет, Чернухинское территориальное отделение Полтавской дирекции банка «Полтавабанк», Чернухинский филиал Лубенского государственного Сберегательного банка Украины № 146/053, Чернухинское территориальное отделение Полтавского филиала АППБ «Аваль» и Чернухинский филиал ЗАО «Приватбанк», имеются 4 банкомата, отделение ПАО «КРЕДИ АГРИКОЛЬ БАНК».

## Объекты социальной сферы
- Школа.
- Чернухинский литературно-мемориальный музей Г. С. Сковороды[2][6][7].

## Транспорт
Посёлок находится в 35 км от станции Пирятин (на линии Гребёнка — Прилуки). Через посёлок проходит автомобильная дорога Т-1714.

## Известные люди
- Амвросий (Келембет) (1750—1825) — архиепископ Тобольский и Сибирский.
- Падалка, Лев Васильевич (1859−1927) — историк, археолог, статистик, этнограф, общественный деятель.
- Силаев, Павел Михайлович (1916—1942) — участник Великой Отечественной войны, обороны Крыма и Севастополя.
- Сковорода, Григорий Саввич (1722—1794) — украинский философ, поэт и педагог.